# 449
449 (CDXLIX na numeração romana) foi um ano comum do século V do Calendário Juliano, da Era de Cristo, teve início a um sábado  e terminou também a um sábado, a sua letra dominical foi B (52 semanas). Segundo o horóscopo chinês, foi o ano do Boi.
| Ano completo                   |
| ------------------------------ |
| Ano comum com início ao sábado |

## Eventos
- Os Jutos conquistam Kent, no Sul da Inglaterra.

## Mortes
- Clódio, rei semi-lendário dos francos salianos da dinastia merovíngia (ou † 447)